# Sean Varah
Sean Anthony Varah (* 21. Dezember 1968 in Madison (Wisconsin)) ist ein kanadischer Komponist und Cellist.

## Leben und Wirken
Sean Varah wuchs in Vancouver auf, er studierte Musik an der Stanford University und der Columbia University, wo Mario Davidovsky sein wichtigster Lehrer war. Seine Ausbildung als Cellist absolvierte er bei Judith Fraser an der Vancouver Academy of Music, Tsuyoshi Tsutsumi an der University of Western Ontario und Eric Wilson an der University of British Columbia. 1994 gründete er das Harvard Computer Music Center, an dem er bis 1997 unterrichtete.
Neben reinen Instrumentalwerken komponierte Varah Werke für Orchester- und elektroakustische Instrumente, wobei er sowohl analoge Tonband- als auch digitale Computertechnik einsetzt. Burning, ein Orchesterwerk im Auftrag des New York Youth Symphony Orchestra wurde 1993 in der Carnegie Hall uraufgeführt und war – zusammen mit der Aria für Tonband und Cello – sein Beitrag zur Canadian Broadcasting Corporation's Young Composers Competition. Nach der Aufführung durch das National Arts Center Orchestra unter Leitung von Mario Bernardi wurde das Werk mit dem National Arts Center People's Choice Award ausgezeichnet.
Slipping Image für gemischtes Quartett und Tonband wurde auf der CD 1998 der International Computer Music Association veröffentlicht. Im gleichen Jahr spielte Shauna Rolston die Uraufführung des von ihr in Auftrag gegebenen Stückes Borderline für Tonband und Cello. Weitere Kompositionsaufträge erhielt Varah u. a. vom Canada Council, der Fromm Foundation at Harvard, der Canadian Broadcasting Corporation und vom Empyrean Ensemble.

## Werke
- Free Association für Klavier, 1991
- Shrapnel für Flöte, Klarinette, Klavier, Violine, Cello und Kontrabass, 1992
- Cybergarbageland für computergeneriertes Tonband, 1992
- Burning für Orchester, 1993
- Aria für Cello und Tonband, 1993
- Slipping Image für Flöte, Perkussion, Violine. Cello und Tonband, 1995
- Aspects für Streichquartett, 1995
- Duo für Cello und Klavier, 1995
- Cygnificant Other für Flöte, Oboe, verstärkte Gitarre, elektrische Gitarre, Violine und Cello, 1996
- Divertimento für sechs Celli, 1996
- Idioma für Klavier und Tonband, 1996
- Depth of Field für Flöte, Klarinette, Horn, Perkussion, Violine, Viola, Cello und Tonband, 1997
- Outside the Box für Flöte, Klarinette, Klavier, Perkussion, Violine und Cello, 1998
- Fantasy für Klarinette, Perkussion, Violine und Cello, 1999
- Moment für Flöte und Tonband, UA 2002
- Four Neruda Songs für Sopran und Gitarre, UA 2004
- Intromusik zum Film Silver Heels von Caddie Hastings
- Borderline für Cello und Tonband

## Weblink
- Homepage von Sean Varah